# The Basement – Der Gemini Killer
The Basement – Der Gemini Killer ist ein US-amerikanischer Horrorfilm von Brian M. Conley und Nathan Ives aus dem Jahr 2018.

## Handlung
Der Serienmörder Bill Anderson, genannt „Der Gemini Killer“, treibt in San Fernando Valley sein Unwesen. Er ist bekannt dafür, seinen Opfern mit einer Lötlampe den Kopf abzuschneiden.
Nach einer heißen Nacht mit seiner Frau Kelly Owen will der berühmte Gitarrist Craig Owen nur noch schnell im Supermarkt etwas Champagner einkaufen. Auf dem Rückweg wird er jedoch entführt und findet sich gefesselt an einen Stuhl in einem Keller wieder. Als er aufwacht findet er sich in den Händen des Gemini-Killers wieder. Dieser nimmt im Verlauf der nun folgenden Folterung mehrere Persönlichkeiten an und präsentiert sich als Clown, Polizist, Arzt, Anwalt, die Eltern von Craig, einen Gefängniswärter und zuletzt einen Priester. Im Verlauf der Nacht werden Craig Zähne ausgeschlagen und Finger amputiert. Mehrere Versuche zum einen den Killer umzustimmen und zu fliehen scheitern. Am Ende schneidet Bill Anderson ihm den Kopf mit einer Lötlampe ab.
In der Zwischenzeit versucht Craigs Frau Kelly scheinbar nach ihm fahnden zu lassen, doch dies scheitert an der 24-Stunden-Wartezeit. Sie lädt ihre Freundin Bianca ein, die sie trösten soll. Wohlweislich, dass ihr Mann mit ihrer Freundin eine Affäre hat. Im Laufe der Nacht schläft sie auf der Couch ein. Nach dem Tod ihres Mannes kommt Bill Anderson verkleidet als Polizist zu ihr. Die beiden sind Zwillinge. Es handelte sich tatsächlich um einen perfiden Plan sich an ihrem Mann für die Affären zu rächen. Kelly zeigt auf ihre Freundin und sagt Bill, er solle „den Müll rausbringen“.

## Hintergrund
The Basement ist ein Low-Budget-Film, Die Regisseure  Brian M. Conley und Nathan Ives schrieben das Drehbuch 2015, inspiriert von Filmen wie Mord mit kleinen Fehlern (1972), Das Schweigen der Lämmer (1991) und Sieben (1995).
Seine Premiere hatte der Film am 7. Oktober 2018 auf dem Shriekfest Film Festival in Hollywood, Kalifornien. Anschließend erschien der Film am 15. September 2018 als Video-on-Demand und erhielt einen limitierten Kinostart in den Vereinigten Staaten. Er spielte im Box Office lediglich 4286 US-Dollar ein.
Der Film wurde in Deutschland mit der Altersfreigabe „keine Jugendfreigabe“ versehen. Eine Veröffentlichung erfolgte 2021 über great Movies und Video-on-Demand. Die Fassung wurde um etwa 30 Sekunden gekürzt. Eine Uncut-Fassung erfolgte über das Label Inked Pictures.

## Kritiken
Auf Variety.com äußerte sich Dennis Harvey kritisch über den Film. Er bezeichnete ihn als „unbeholfen“ und den Twist als „psychologisch weit hergeholt“. Außerdem sei die Klaustrophobie, die der Film verströme, eher als Beiprodukt der offensichtlichen Budgetkürze zu sehen. Sowohl die Dialoge, als auch die Darstellung des eigentlichen Killers, hätten keine Tiefe.
Auf The Hollywood Reporter schrieb Frank Schenk, der Torture-Porn-Film habe eine ironische Qualität: er würde sein Publikum zu Tode langweilen.